# Yeah (album của Park Jeong-Ah)
Yeah là album đầu tay của nữ ca sĩ Park Jeong-Ah. Album do hãng đĩa CJ Music thu âm, được phát hành vào ngày 25 tháng 8 năm 2006.

## Danh sách ca khúc
1. My Time
2. After All... Love (결국...사랑) (hợp tác với Jeon Jae-Deok)
3. Yeah...[1][2]
4. Stop The Tears (눈물을 멈추고)
5. Fly Away
6. D-Day For One More Day (D-Day (하루만 더))
7. Don't Let Me Go
8. Beautiful Today
9. Don't Do This (이러지 마세요)
10. Afraid About Weakening...
11. You're My Friend